# Рандъл Мънроу
Рандъл Патрик Мънроу (на английски: Randall Patrick Munroe) е американски автор на комикси.
Роден е на 17 октомври 1984 година в Истън, Пенсилвания, в квакерско семейство на инженер. През 2006 година завършва физика в Университета „Кристофър Нюпорт“. През 2005 година създава уебкомикса „xkcd“, който придобива голяма популярност. Автор е и на няколко научнопопулярни книги.